# 谢建新
谢建新（1958年6月14日—），湖南双峰县人，材料加工工程专家，中国工程院院士，北京科技大学教授。

## 履历[1]
- 1982年，于中南大学本科毕业。
- 1991年，于日本东北大学获得工学博士学位。
- 2015年，当选中国工程院院士。
- 2018年1月，当选第十三届全国政协委员[2]。